# Каминский, Феодосий Тимофеевич
Феодосий Тимофеевич Каминский (14 [26] августа 1888 или 27 августа 1888, Корабельный район, Николаевское военное губернаторство или Николаев, Николаевское военное губернаторство — 11 октября 1978, Николаев) — советский краевед, археолог, общественный деятель.

## Биография
Сын рабочего-клепальщика Николаевского адмиралтейства. Происходил из многодетной семьи мещан. Учился в Николаевском техническом училище (1900—1906), потом в реальном училище (1906—1909). Увлекался историей, археологией. В 1907 осуществил путешествие в Египет, принимал участие в работе экспедиции Картера. Образование продолжил в военной школе в Петербурге и одновременно (1910—1912) был свободным слушателем Санкт-Петербургского археологического института.
Участник Первой мировой войны, закончил войну капитаном, демобилизован после четырёх ранений. С января 1920 года служил в Николаевском отделении Украинского Народного Кооперативного Банка, занимался общественной работой: принимал участие в организации Союза учеников-украинцев «Звезда», выполнял поручение общества «Украинский кооперативный книжный магазин», был членом общества «Просветительство». В апреле 1920 был впервые арестован (обвинялся в службе в рядах белогвардейцев). По просьбе членов Музейной секции Губотдела Просветительства с него было снято обвинение (1921). С марта 1921 работал заведующим секции музейно-экскурсионной работы Политпросвета, а с мая 1923 по 29 сентября 1929 — директором Николаевского историко-археологического музея. В этот период в музее было создано общество «Друзей музея», члены которого активно помогали в экскурсионно-лекционной работе, принимали участие в археологических разведках побережья Бугского лимана (1926—1927), раскопках в Ольвии. Сыграл большую роль в создании археологического заповедника «Ольвия», принимал участие в работе Ольвийской экспедиции Б. В. Фармаковского, после смерти ученого, Каминский Ф. Т. входил в состав Научного совета Ольвийской экспедиции. Проводил самостоятельные археологические исследования в районе Николаевского торгового порта, Спасского урочища. Занимался сохранением исторических достопримечательностей края: остатков редута войска Карла XII и Мазепы (1709), дома, в котором жил писатель В. Гаршин, Адмиралтейского собора в Николаеве и многих других. Ф. Т. Каминский добился переселения историко-археологического музея в большее помещение (в 1928 г. — в дом прежней гауптвахты), при котором была химическая и фотолаборатория, а также библиотека.
Плодотворная работа краеведа была прерванная в сентябре 1929: его арестовали и обвинили в причастности к «Союзу освобождения Украины». 29 января 1930 коллегия ДПУ УССР вынесла решение о пятилетнем содержании Ф. Т. Каминского в концлагере на Дальнем Востоке. В 1933 он вернулся на Украину, поселился в Запорожье, работал в проектном отделе «Запорожсталь». В это время он принимал участие в раскопках на о. Хортица. В 1937 он опять оказался за решёткой НКВД. Наказание отбывал в Никополе (до 1949), потом находился в г. Петропавловск (Северный Казахстан). В Николаев вернулся лишь после реабилитации в 1954 году. Работал старшим научным сотрудником Николаевского краеведческого музея (1954—1958).

### Последние годы
После выхода на пенсию по возрасту и состоянию здоровья продолжал заниматься краеведческой работой: проводил экскурсии по памятным местам Николаева, читал лекции, написал свыше 100 статей и очерков, которые были напечатаны на страницах местных газет «Бугская заря» и «Южная правда». Дружил и переписывался с деятелями искусств (В. Кандинским, Л. Украинкой и пр.). Хранил дома большую коллекцию подаренных друзьями произведений искусства. Трагически погиб от рук грабителей в 1978 году (был задушен в собственном доме). Большой личный архив (за исключением похищенного) с материалами исторических и краеведческих исследований поступил в Николаевский областной краеведческий музей. К исследовательским заслугам Каминского принадлежит открытие городища Дикий Сад.

## Награды
Ордена Святого Станислава II-й и III-й степеней, Св. Анны II-й, III-й и IV-й степеней (Аннинское оружие), орден Святого Владимира IV-й степени.